# Dellingshausen
Dellingshausen (anciennement orthographiée Dellingh(a)usen) est le patronyme d'une ancienne famille patricienne d'Einbeck et Reval (Tallinn) ainsi qu'une famille de la noblesse germano-balte basée en Estonie.

## Histoire
Le nom de famille Dellingshausen est emprunté au village de Delliehausen (de) (historiquement Dellinghusen), dans le nord de l'Allemagne. La première mention documentée du nom vient de la ville hanséatique d'Einbeck, où Cord Delingehusen, en tant que citoyen, est désigné comme garant lors d'un achat de pension en 1385 et réapparait le 6 novembre 1411 comme témoin dans une déclaration de mariage.

### Branche d'Einebeck
En 1530, Cunradt Dellinghusen (Konrad Dellinghausen) d'Einbeck joue un rôle clé en tant que syndic et envoyé de la Ville libre d'Empire de Goslar lorsqu'au Reichstag d'Augsbourg un compromis est recherché entre Goslar, proche des classes protestantes, et le prince catholique Henri II de Brunswick-Wolfenbüttel. Les négociations échouent et Cunradt Dellinghusen est attaqué sur le chemin du retour par des inconnus, mais il engagea probablement des gens du duc qui l'emmenèrent au château de Schöningen où il meurt peu de temps après, vraisemblablement assassiné.

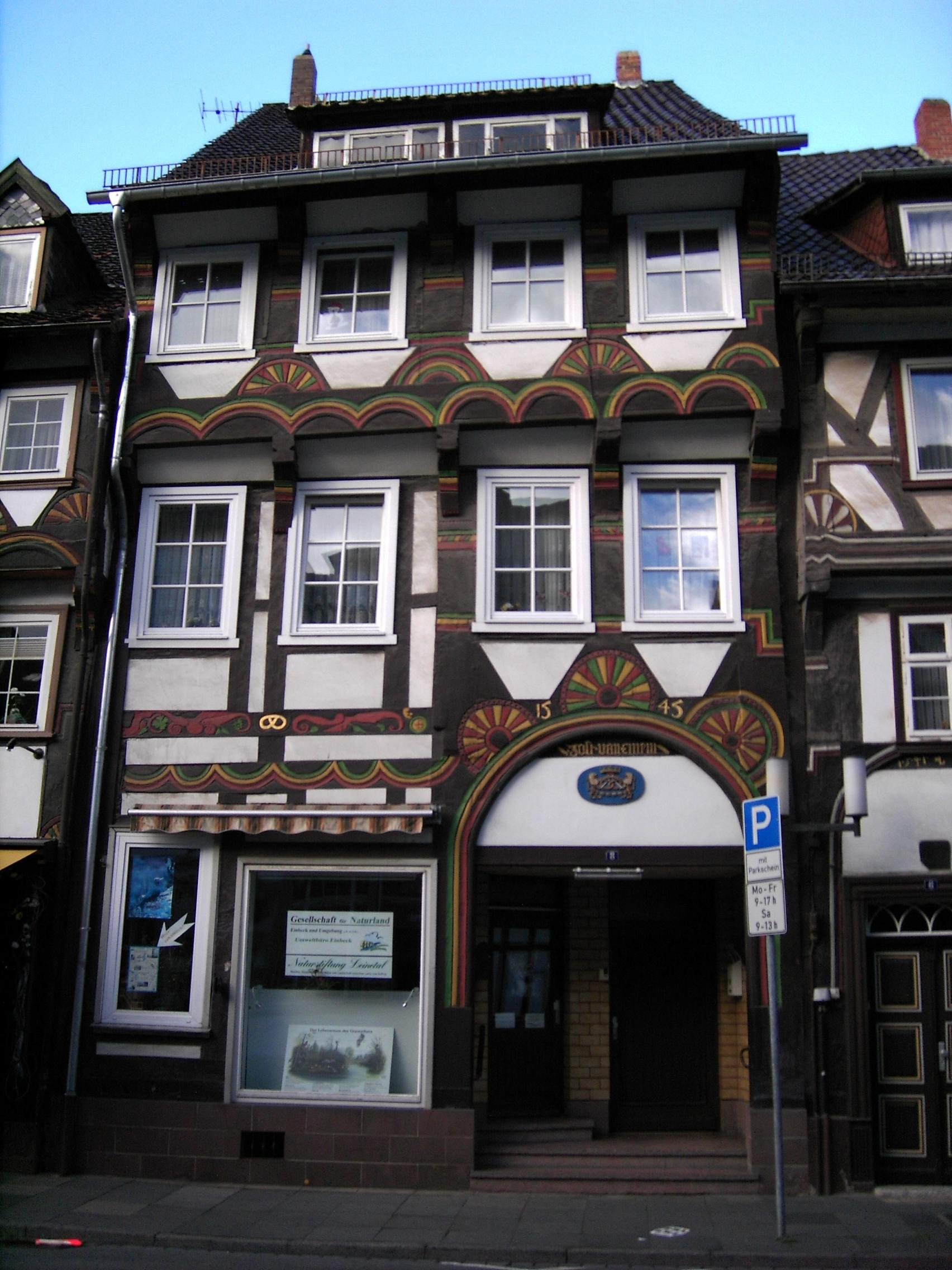
Maison de Jobst von Einem et Ursula Dellinghausen à Einbeck (1545)

### Branche de Tallinn
L'ancêtre de cette lignée est le marchand de la Guilde des Têtes noires (1479) Hinrik Dellingkhusen († 1525) qui sera Aîné de la Grande Guilde (1508-1511). Ses descendants sont marchands et bourgmestres de la ville. Hans von Dellingshausen (1641-1705) devient mousquetaire de l'armée royale de France, puis général-major de l'armée royale suédoise avant que la province de suédoise ne devienne russe. D'une autre branche des marchands de Reval, Thomas Dellingshausen, bourgmestre d'Arensburg, reçoit en 1785 le titre de baron et la particule « von », dans les registres de la noblesse du gouvernement d'Estland (ainsi que de l'île d'Ösel) et du Saint-Empire romain germanique.

## Membres

### Branche d'Einebeck
- Brun Dellinghusen, conseiller et maire d'Einbeck entre 1595 et 1616.

### Branche de Tallinn
- Heinrich Dellingshausen (†1525), marchand, membre de la Guilde des Têtes Noires (1479), chef de la Tafelgilde (1493), Aîné de la Grande Guilde, conseiller et échevin de Tallinn (1508-1511).
- Thomas Dellingshausen (1678–1731), échevin de Kuressaare.
- Johann Dellingshausen ( ? -1738) , commerçant à Stockholm, mort à Norrköping.
- baron Johann Eduard von Dellingshausen (ru) (1795-1845), lieutenant-général de l'armée impériale russe combattant contre l'armée napoléonienne.
- baron Karl Eduard von Dellinshausen (en) (1824-1888), lieutenant-général de l'armée impériale russe, combattant des guerres du Caucase et de la guerre russo-turque de 1877-1878.
- Eduard von Dellingshausen (de) (1863-1939), président de l'assemblée de la noblesse du gouvernement d'Estland (1902-1918), membre de l'assemblée d'Estland, Hofmeister.
- baron Friedrich Adolph von Dellingshausen. Il se fait immatriculer en 1812 dans les registres de la noblesse du gouvernement d'Estland.
- baron Nikolai von Dellingshausen (1827-1896), seigneur du domaine de Kattentack, savant et géophysicien du XIXe siècle.
- baron Edward N. von Dellingsgauzen (1863-1939), membre du Conseil d'État d'Estonie, chambellan.
- baron Alexandre Alexandrovitch von Dellingshausen (ru) (1889-1960, Munich), colonel du 4e régiment d'infanterie de la Garde impériale, héros de la Première Guerre mondiale. Frère du suivant.
- baron Nikolay Alexandrovitch von Dellingshausen (ru) (1892- après 1957, Caracas), capitaine au 4e régiment d'infanterie de la Garde impériale, héros de la Première Guerre mondiale, membre des armées blanches sur le front de l'est.

## Anciens domaines

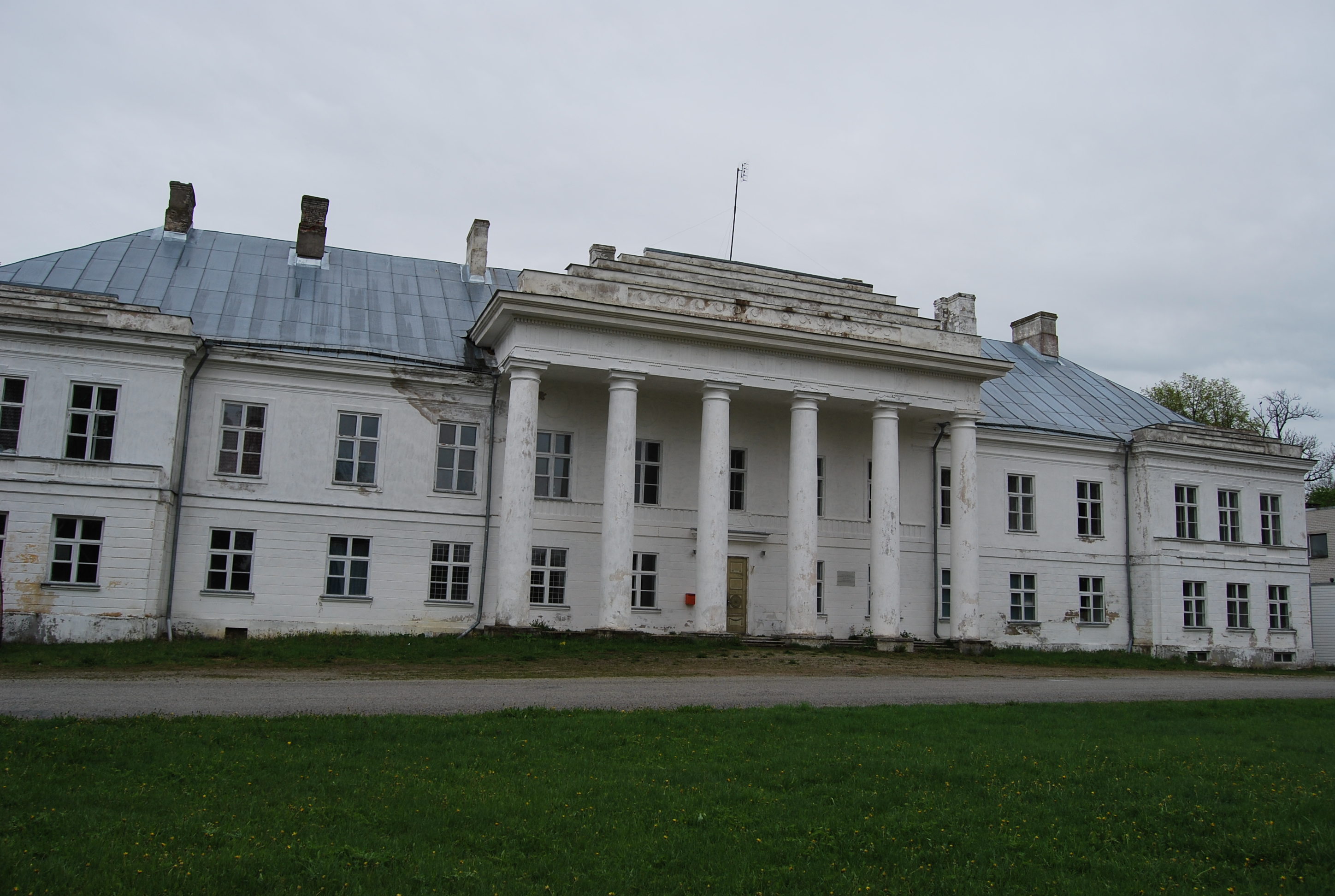
Façade du château de Kattentack

Ils sont tous situés dans l'actuelle Estonie:
1) En Estland:

Addinal (aujourd'hui Andja), Annenhof (aujourd'hui Terakjärve), Arbafer (aujourd'hui Arbavere), Manoir de Jess (aujourd'hui Essu), Groß Kaljo (aujourd'hui Kalju), Höbbet (aujourd'hui Hõbeda), Hüljel (aujourd'hui Hulja), Kattentack (aujourd'hui Aaspere), Kiwidepäh (aujourd'hui Kiideva), Leilis (aujourd'hui Leila),  Linnapäh (aujourd'hui Linnape), Loop (aujourd'hui Loobu), Moisaküll (aujourd'hui Mõisaküla), Resna (aujourd'hui Räsna), Pedua (aujourd'hui Päädeva), Porrik (aujourd'hui Põriki), Reggafer (aujourd'hui Rägavere), Sauß (aujourd'hui Sauste), Sellenküll (aujourd'hui Seljaküla), Thomel (aujourd'hui Toomla), Tois, château de Corbenorm (aujourd'hui Pruuna), Undel (aujourd'hui Undla), Wattküll (aujourd'hui Vatka)
2) Sur l'île d'Ösel:

Ficht (aujourd'hui Tiinuse), Hannijal (aujourd'hui Anijala), Käsel (aujourd'hui Käesla), Kolz (aujourd'hui Koltse), Kudjapäh (aujourd'hui Kudjapäe), Laimjal (aujourd'hui Laimjala), Lodenhof (aujourd'hui Loode), Mähemois (aujourd'hui Mäe), Mento (aujourd'hui Mõntu), Alt-Nempa (aujourd'hui Vana-Nõmpa) et Neu-Nempa (aujourd'hui Liiva-Nõmpa), Nurms (aujourd'hui Nurme), Pamberg (aujourd'hui Pamma), Pichtendahl (aujourd'hui Pihtla), Sootaguse

## Armoiries

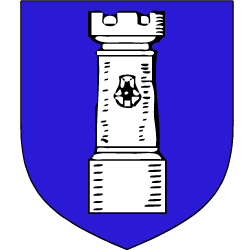
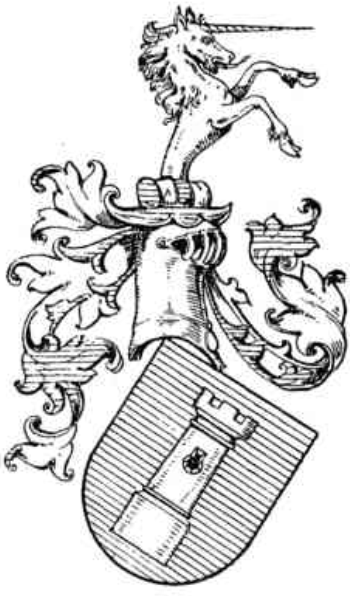
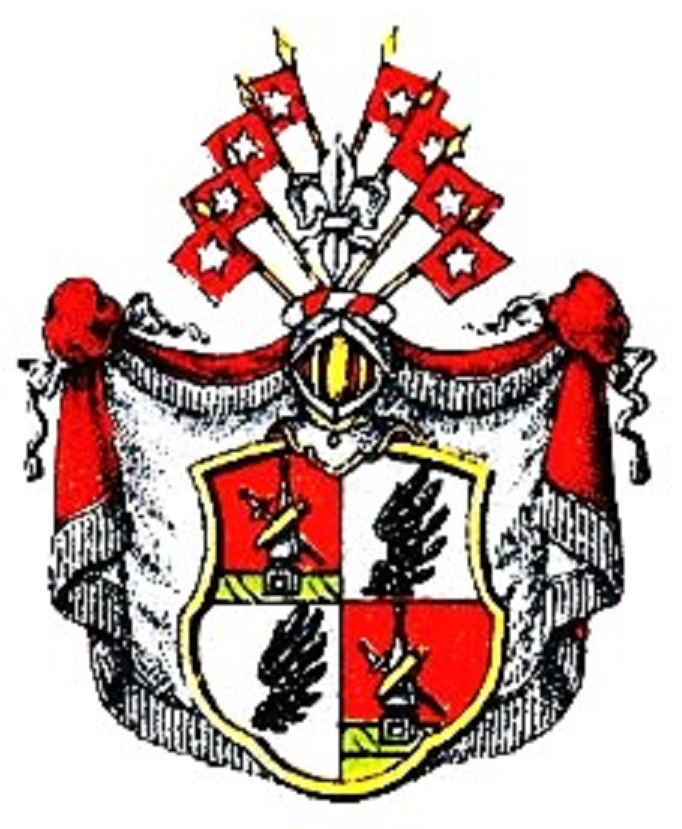
Armoiries de 1680 (introduction dans la noblesse suédoise sous le numéro 958)
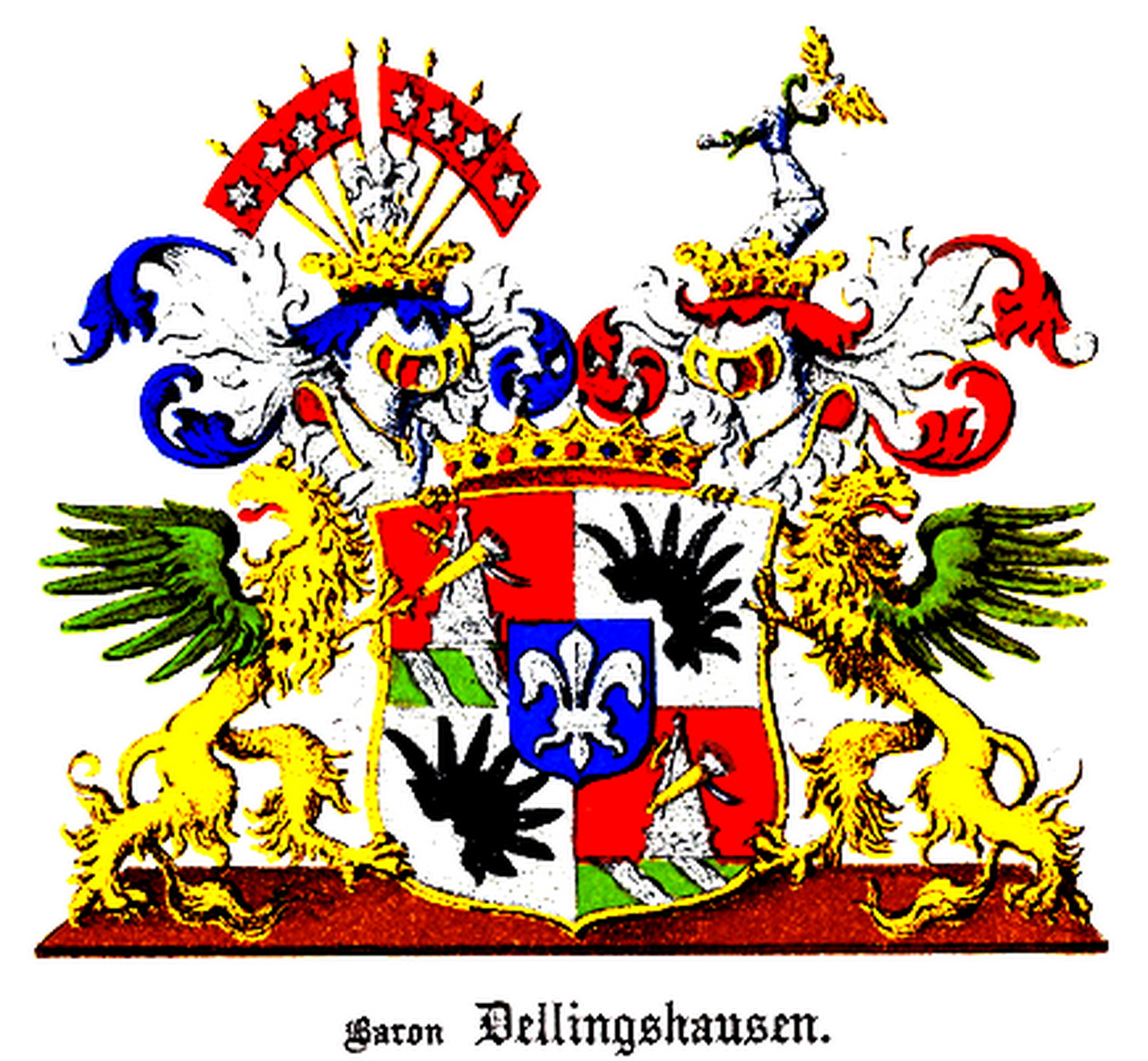
Armoiries du baron Dellingshausen (1785)